# 九六式艦上攻撃機
九六式艦上攻撃機
空母加賀所属の九六式艦攻
- 用途：艦上攻撃機
- 製造者：海軍航空技術廠
- 運用者：大日本帝国海軍
- 初飛行：1936年
- 生産数：約200機
- 運用開始：1936年11月
- 運用状況：退役

九六式艦上攻撃機（きゅうろくしきかんじょうこうげきき）は日本海軍の艦上攻撃機。「九六艦攻」。九試艦上攻撃機として中島、三菱、空技廠の3者が競争試作し、空技廠製のものが九六式艦上攻撃機として採用された。海軍における記号はB4Y。アメリカ軍によるコードネームはJean（ジーン）。

## 概要

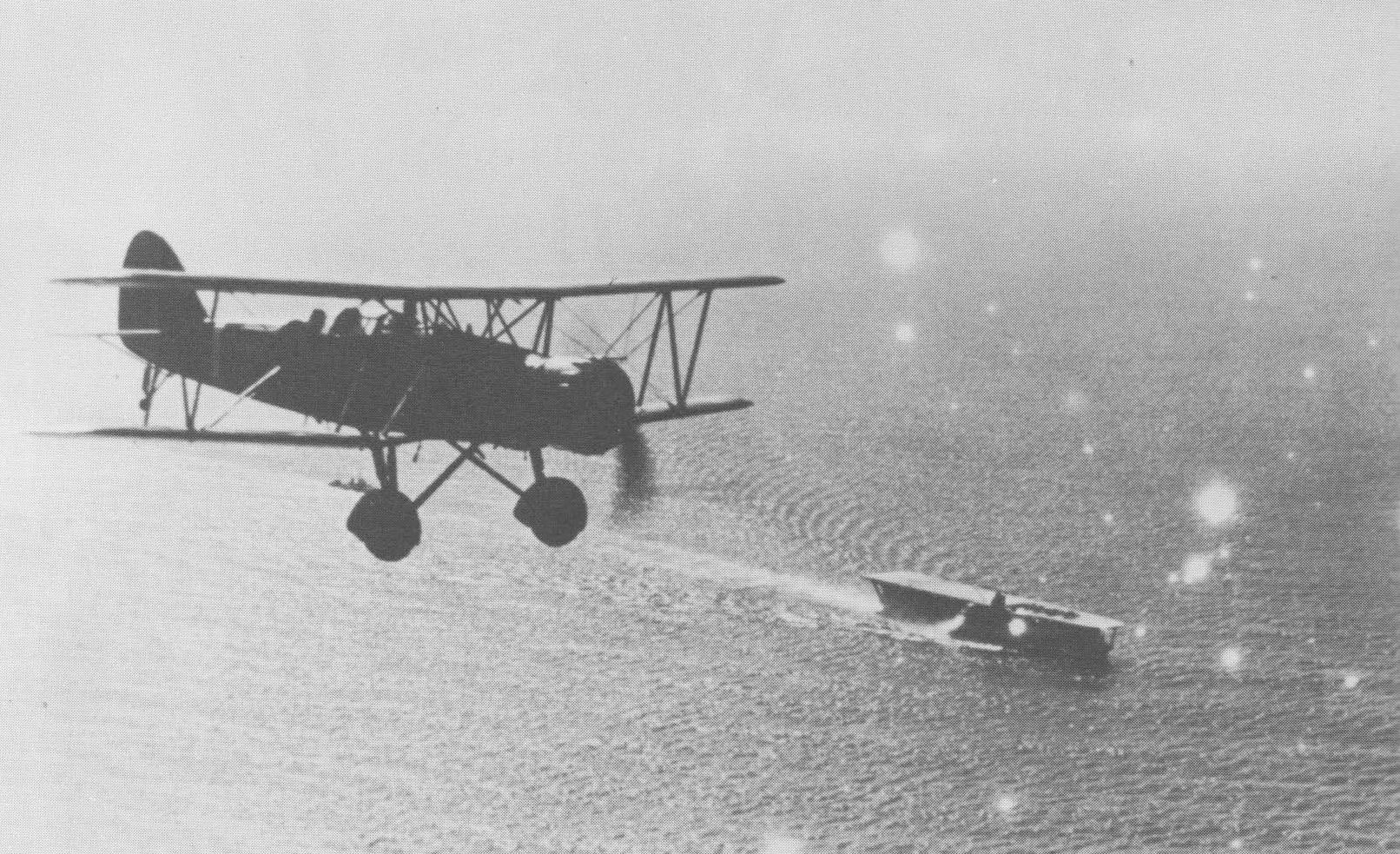
九六艦攻と加賀

成功作とされる一三式艦上攻撃機のあと、その後継機たるべき八九式艦上攻撃機、九二式艦上攻撃機がいずれも不満足なものであったことから、海軍当局はさらに「九試艦上攻撃機」として空冷発動機を使用した複葉艦攻の競争試作を中島、三菱に命じ、また空技廠にも試作を指示した。結果としては中島製（B4N）・三菱製（B4M）の機体に強度不足などの問題が残ったため、九四式水上偵察機の主翼構造を利用するなど最も堅実な設計だった空技廠製の機体（B4Y）が1936年（昭和11年）11月に九六式艦上攻撃機として制式採用された。
本機は羽布張り複葉固定脚機であり、上翼はパラソル配置である。機体の中央部に、個別の三座席が設けられ、開放式風防となっている（後部席は密閉式風防になっている機体もあった）。座席は前より操縦員、偵察員、通信員用である。エンジンカウリングの直径を切り詰めたり胴体になだらかな曲線を採用するなど、機体各部の抵抗軽減に配慮していたことが大きな特徴で、従来の艦上攻撃機と比べると性能面、運用面で大幅な向上が見られた。
ただ、いかに堅実で良好な性能を持つと言っても時代は既に全金属製・単葉の高速機の時代に入っており、最高速度が時速300kmに満たない本機には活躍の場は限られていた。実際、本機よりわずか1年遅れて開発された低翼単葉の十試艦上攻撃機（制式名は九七式艦上攻撃機）が成功したこともあって、本機の生産機数は約200機にとどまっている。

## 戦歴
1937年に第二次上海事変が勃発すると、母艦部隊と基地航空隊に属する九六式艦攻が現地へ派遣され、主に地上攻撃に使用された。本来の雷撃の機会には恵まれなかったが、パナイ号事件では水平爆撃によりパナイ号を撃沈した。その後、後継機の九七式艦上攻撃機の配備とともに、次第に第一線を退いた。
その後も太平洋戦争初期まで、小型空母の搭載機、沿岸哨戒、練習機として使用された。1942年6月6日、ミッドウェー海戦では戦艦部隊に属していた鳳翔から索敵に出た九六式艦攻が、自沈処分されたと思われていた飛龍が大破したまま漂流しているのを発見し、飛行甲板に残る人々を写真撮影した。

## 主要諸元
- 全長:10.15m
- 全幅:15.00m（主翼は後方に折り畳み可能）
- 全高:4.38m
- 自重:1,825 - 2,000kg
- 全備重量:3,500 - 3,600 kg
- 発動機:中島「光」二型空冷星型9気筒
- 出力:700馬力（1,200m）、840馬力（離陸）
- 最大速度:277km/h
- 最小速度:92.6km/h
- 航続時間:8時間(1,574km)
- 武器:7.7mm機銃×2（機首固定・後部旋回各1）、魚雷1または爆弾500～800kg
- 乗員:3名

## ソードフィッシュと九六艦攻
本機とほぼ同時期に開発された同タイプの雷撃機としては、イギリスのフェアリー・ソードフィッシュがある。本機と比べると機体サイズやエンジン出力はほぼ同じながら、最高速度を始めとする諸性能はソードフィッシュの方が劣っていた。しかし、九六艦攻が大戦開始前に姿を消していたのに対して、ソードフィッシュは少なくとも第二次世界大戦前期にはそれなりの戦果を上げている。これは、機体の性能の優劣と言うより、ヨーロッパ戦線と太平洋戦線の戦闘のあり方の相違によるところが大きい。ソードフィッシュが相手にしたのは原則として戦闘機の援護を持たない独伊艦隊であり、正規の機動部隊同士が対峙する太平洋・インド洋の戦場においては複葉艦攻の出番はなかった。

## 物語に登場する九六艦攻
- 「安松丸物語」：『宮崎駿の雑想ノート』（宮崎駿、大日本絵画、1992年、ISBN4499206022）所収
  - 九六艦攻6機を搭載した特設空母がインド洋でイギリス艦隊と戦う。ミッドウェー海戦の日、空母「イラストリアス」を夜間雷撃し、同空母を大破させた。もちろん架空の話であるが、不遇な存在である九六艦攻への宮崎駿のオマージュ。
- 「最後のト連送」（漫画）：『明けの彗星』（滝沢聖峰、小学館、2000年、ISBN4091868916）所収

## 参考図書
- 『太平洋戦争 日本の海軍機』 酣燈社＜航空情報別冊＞、1972年
- 奥宮正武『海軍航空隊全史（上）』朝日ソノラマ、1988年。
- 『日本航空機辞典 上巻』 モデルアート社＜モデルアート臨時増刊＞、1989年